# Cynegetica (Nemesiano)
I Cynegetica sono un poema didascalico in lingua latina  sulla caccia di Marco Aurelio Olimpio Nemesiano. Il poema è di solito datato al 283/284, in quanto si riferisce al regno degli imperatori romani Carino e Numeriano.

## Contenuto
Proemio (versi 1-102)
Nemesiano annuncia che il tema del suo poema è offerto dalla caccia e dalle "battaglie della campagna" (proelia ruris). È ispirato dal Castalio (cioè Apollo), le Muse e Bacco per avviarsi in un territorio non testato. Nemesiano si riferisce brevemente a vari temi mitologici topici (i miti di Niobe, Semele, Penteo, Dirce, Ippodamia, le Danaidi, Biblide, Mirra, Cadmo, Io e Argo, Ercole, Tereo, Fetonte, la casa di Tantalo, Medea, Glauce, Niso, Circe e Antigone), ma afferma che i poeti hanno già cantato tutto su di loro. Invece, Nemesiano afferma che il suo tema preferito è la caccia lepri, cervi, lupi, volpi, il riccio e afferma che il suo compito è quello di avventurarsi fuori dalle acque sicure nel tempestoso Adriatico (cioè di cantare su questi temi poetici insoliti, piuttosto che giocare sul sicuro scrivendo del materiale mitologico tradizionale).
Nemesiano afferma che canterà le lodi di Carino e Numeriano in un secondo momento (anche se non perde occasione di elogiare le loro battaglie e vittorie sul Reno, Tigri e Nilo, in Persia, a Babilonia e contro i Parti e altre glorie militari). Invoca quindi Diana e le ninfe e chiede a Diana di ispirare la sua poesia sulla caccia (anziché su temi urbani e militari).
II. Cani (versi 103-239)
Nemesiano spiega, passo dopo passo, stagione per stagione, il processo di allevamento, allevamento e addestramento di cani giovani. Spiega anche i benefici dell'allevamento di diverse razze di cani: spartani, molossi, britannici, pannonici, spagnoli, libici e toscani.
III. Cavalli (versi 240-298)
Nemesiano descrive, poi, varie razze nobili e potenti di cavalli provenienti dalla Grecia, dalla Cappadocia e dalla Spagna ed anche alcune razze nordafricane, che sono meno belle ma obbedienti e veloci, proprio come Borea, che si lancia sul mare, stupendo le Nereidi. Infine, il poeta termina questa sezione con l'allevamento e la cura dei cavalli.
IV. Attrezzatura da caccia (versi 299-320)
Nemesiano spiega che i cacciatori devono imparare a fabbricare vari tipi di reti e cordoni, ornati di piume colorate (per spaventare gli animali, al fine di tenerli all'interno dell'area isolata) e, a tal proposito, descrive alcuni dei diversi tipi di piume di uccelli: di avvoltoi, gru, cigni, oche, uccelli acquatici.
V. Caccia (versi 321-325)
Si raccomanda che la stagione di caccia abbia inizio all'inizio dell'inverno: le squadre dovrebbero partire con le loro reti e cordoni, cani e cavalli al mattino presto (quando le tracce degli animali sono fresche). Il poema si interrompe a questo punto.

## Caratteristiche
I Cynegetica sono scritti in esametri, con alcune caratterizzazioni metricheː
- accorciamento della vocale o alla fine di parole come in devotio (v. 83) ed exerceto (v.187).
- solo uno iato[4].
- scarso uso di elisione.

Restando solo 325 versi, si concorda, generalmente, che il poema sia incompleto. Non è, tuttavia, chiaro se Nemesiano non lo abbia mai finito o se sia stato completato, ma con la perdita, nella tradizione del testo, di alcune sezioni, come alcuni ritengono, riferendosi al fatto che Vopisco lo menziona come un risultato letterario completo (supponendo che un'opera incompiuta non sarebbe stato così menzionato) e in riferimento all'analisi testuale di Haupt (in base al fatto che l'ultimo foglio di un manoscritto è completo). In questo caso, si ipotizza che fosse lungo almeno 400 versi, sulla base della lunghezza del suo proemio.
Virgilio influenzò e fu modello per Nemesiano, in particolare, con il terzo libro delle Georgiche. Ad esempio, sia Virgilio che Nemesiano disprezzano i temi mitologici banali ed affermano che sceglieranno nuovi temi rustici, predicendo la gloria per se stessi in tal modo; inoltre i due poeti si promettono di cantare temi più alti come le glorie di Cesare in un secondo momento.
Ancora, sia il III libro delle Georgiche di Virgilio che i Cynegetica di Nemesiano si occupano dell'allevamento / cura degli animali (compresi cavalli e cani); in particolare, Nemesiano imita la descrizione di Virgilio delle buone caratteristiche di un cavallo e il confronto di Virgilio della velocità di un cavallo con il vento del nord. Poi, nonostante Virgilio dedichi solo pochi versi ai cani e alla caccia, essi sono imitati da Nemesiano, nei suoi passaggi più estesi. Più in generale, comunque, nei Cynegetica di Nemesiano sono stati rilevati altri termini e frasi prese in prestito da Virgilio.

## Edizioni
Restano tre manoscritti medievali dei Cynegetica, dei quali il primo fu vergato intorno all'825; è, comunque, probabile che tutti e tre i manoscritti discendano da un archetipo comune (perduto).
L'opera fu rinvenuta per la prima volta in Francia agli inizi del '500 dall'umanista italiano Jacopo Sannazaro, all'interno di un codice del IX secolo contenente anche gli Halieutica attribuiti a Ovidio e il Cynegeticon di Grazio Falisco. L'editio princeps di tutte e tre le opere fu quella aldina del 1534.